# Бийоге, Седрик Ондо
Седрик Ондо Бийоге (фр. Cédric Ondo Biyoghé; 17 августа 1994) — габонский футболист, нападающий. Выступал за сборную Габона.

## Карьера

### Клубная
Седрик начал профессиональную карьеру в клубе «Серкль Мбери Спортиф» в 2012 году.
Спустя три года нападающий перешёл в «Мунану», с которой дважды стал чемпионом Габона (2015/16 и 2016/17) и обладателем кубка страны.

### В сборной
В сборной Габона нападающий дебютировал в 2014 году в товарищеской встрече со сборной Марокко.
В конце декабря 2016 года Седрик вошёл в окончательный состав сборной Габона на Кубок африканских наций 2017. На домашнем африканском первенстве Бийоге не принял участия ни в одном из 3 матчей своей команды.

## Достижения
«Мунана»
- Чемпион Габона (2): 2015/16, 2016/17
- Обладатель кубка Габона: 2015